# São Luis de Japiúba
São Luis de Japiúba é um distrito do município brasileiro de General Salgado, no interior do estado de São Paulo, mas que ainda não está cadastrado na Divisão Territorial Brasileira do IBGE por não possuir uma representação cartográfica encaminhada à instituição pelo poder público municipal.

## História

### Formação administrativa
- O distrito foi criado com o nome de Japiúba pela Lei n° 233 de 24/12/1948, com sede no povoado de São Luis, município de General Salgado, e território desmembrado do distrito sede deste município[3][4].

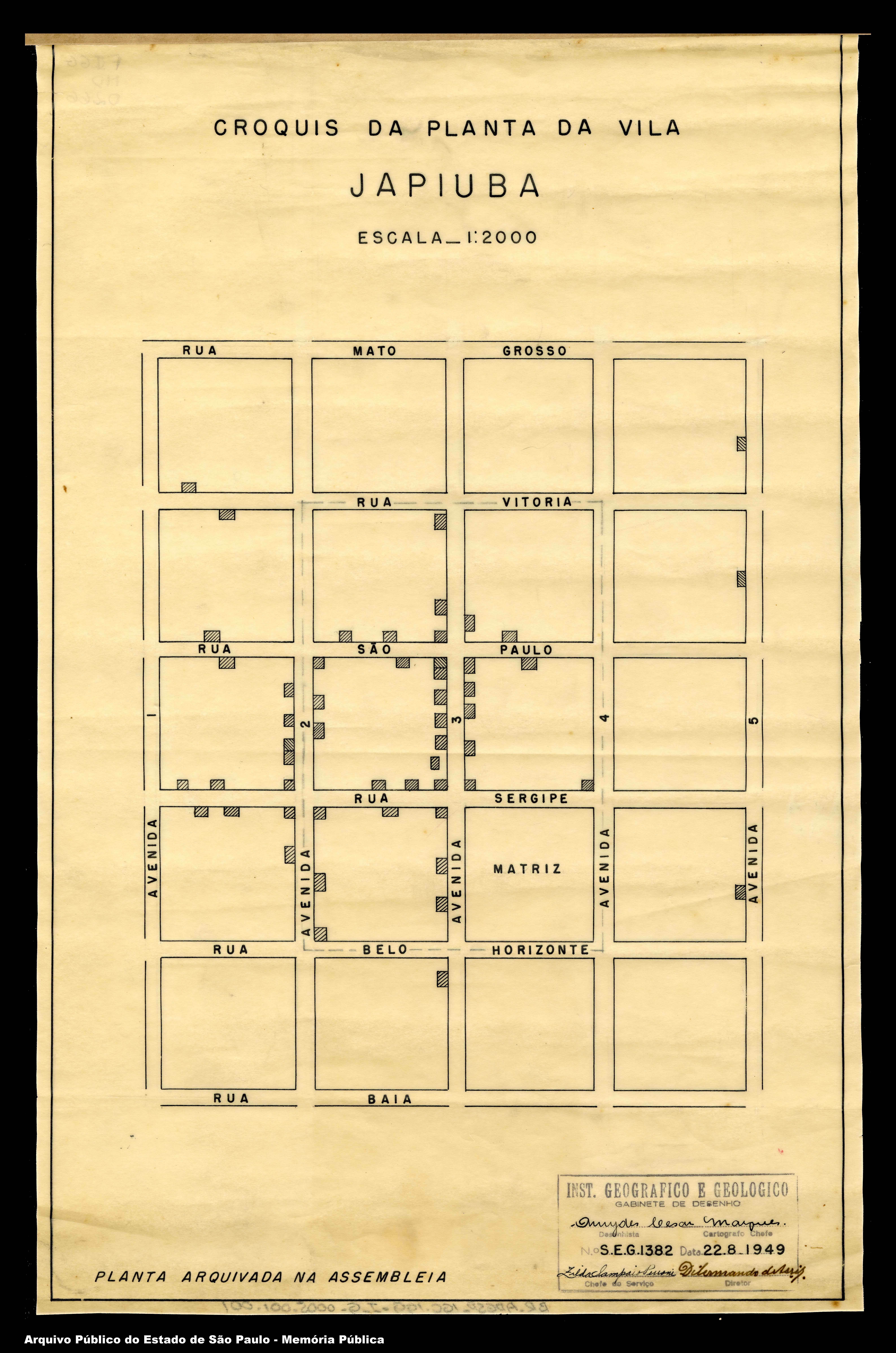
Planta da área urbana original.

- A Lei nº 6.142 de 27/06/1961 transfere a sede do distrito para o povoado de Vila Castilho (atual Nova Castilho)[5].
- O distrito foi restabelecido pela Lei Orgânica do Município de General Salgado[6].

## Geografia

### Demografia

#### População urbana
| Crescimento população urbana | Crescimento população urbana | Crescimento população urbana | Crescimento população urbana |
| Censo                        | Pop.                         |                              | %±                           |
| ---------------------------- | ---------------------------- | ---------------------------- | ---------------------------- |
| 1950                         | 134                          |                              | —                            |
| 1960                         | 125                          |                              | −6,7%                        |
| 1991                         | 529                          |                              | —                            |
| 2000                         | 512                          |                              | −3,2%                        |
| 2010                         | 370                          |                              | −27,7%                       |
| Fonte: IBGE e Fundação SEADE |                              |                              |                              |

Até o Censo 2010 (IBGE) São Luis de Japiúba era classificado pelo IBGE como aglomerado rural do distrito sede.

### Rodovias
O principal acesso ao distrito é a Rodovia Feliciano Salles da Cunha (SP-310).

## Serviços públicos

### Registro civil
Atualmente é feito na sede do município, pois o Cartório de Registro Civil das Pessoas Naturais foi transferido pela Lei nº 6.142 de 27/06/1961 e seu acervo foi recolhido ao cartório do distrito de Nova Castilho.

### Saneamento
O serviço de abastecimento de água é feito pela Companhia de Saneamento Básico do Estado de São Paulo (SABESP).

### Energia
A responsável pelo abastecimento de energia elétrica é a Neoenergia Elektro, antiga CESP.

### Telecomunicações
O distrito era atendido pela Telecomunicações de São Paulo (TELESP), que inaugurou a central telefônica para atender o distrito e também Prudêncio e Moraes, utilizada até os dias atuais. Em 1998 esta empresa foi vendida para a Telefônica, que em 2012 adotou a marca Vivo para suas operações de telefonia fixa.

## Religião
O Cristianismo se faz presente no distrito da seguinte forma:

### Igreja Católica
- A igreja faz parte da Diocese de Jales[16].

### Igrejas Evangélicas
- Congregação Cristã no Brasil[17].